# Promi Big Brother/Staffel 2
Die zweite Staffel der deutschen Reality-Show Promi Big Brother wurde vom 15. bis zum 29. August 2014 auf dem Privatsender Sat.1 ausgestrahlt. Die Staffel wurde unter dem Titel Promi Big Brother – Das Experiment ausgestrahlt.
Aaron Troschke wurde vom Publikum im Finale mit 66,25 % zum Gewinner der Staffel gekürt. Claudia Effenberg wurde Zweite und Ronald Schill erreichte den dritten Platz.

## Überblick
Nachdem die erste Staffel nicht so erfolgreich wie vom Sender gewünscht lief, wurden einige Veränderungen für die zweite Staffel durchgeführt. Die Show wurde nun in Köln-Ossendorf sowie im Monat August produziert und nicht mehr in Berlin im Monat September. Außerdem gab es einen neuen Moderator für die Show: Jochen Schropp übernahm die Moderation von Cindy aus Marzahn und Oliver Pocher. Cindy aus Marzahn trat in dieser Staffel als Sidekick und kommentierte als „Mother of Big Brother“ das Geschehen im Haus. Anders als in der ersten Staffel zogen sechs Teilnehmer schon zwei Tage früher als die anderen in das Haus ein.
Im Gegensatz zur ersten Staffel gab es zwei Container-Abteile: den oberen Bereich des Hauses, welcher als Himmel bezeichnet und luxuriös gehalten wurde, und den einfach eingerichteten Keller ohne Annehmlichkeiten, den sueddeutsche.de als „Kerker-Klischee“ bezeichnete. In jedem Bereich hielten sich zunächst sechs Personen auf. Jeden Tag benannten die Bewohner des oberen Bereiches eine Person aus dem Keller, die zu ihnen umziehen durfte, während das Publikum im Gegenzug eine Person wählte, die in den Keller ziehen musste. Aufgrund der neuen Bewohnerverteilung wurde zum Titel „Promi Big Brother“ der Untertitel „Das Experiment“ hinzugefügt.
Darüber hinaus wurden ebenfalls Veränderungen im Konzept des Livestreams und bei den zusätzlichen Sendungen durchgeführt.

## Teilnehmer
Die offizielle Einzugsshow war am 15. August 2014. Jedoch zogen schon sechs Teilnehmer zwei Tage vor der Einzugsshow in das Haus ein.
| Platz | Teilnehmer                          | Bekannt als                                                               | Einzug     | Auszug     | Tage im Haus |
| ----- | ----------------------------------- | ------------------------------------------------------------------------- | ---------- | ---------- | ------------ |
| 01    | Aaron Troschke                      | Teilnehmer bei Wer wird Millionär? und YouTube-Comedian                   | 13. August | 29. August | 17 (4▲; 13▼) |
| 02    | Claudia Effenberg                   | Spielerfrau, Model und Designerin                                         | 15. August | 29. August | 15 (4▲; 11▼) |
| 03    | Ronald Schill                       | Jurist, Richter und Politiker                                             | 15. August | 29. August | 15 (6▲; 9▼)  |
| 04    | Paul Janke                          | Protagonist bei Der Bachelor und Model                                    | 13. August | 29. August | 17 (8▲; 9▼)  |
| 05    | Michael Wendler                     | Schlagersänger und Teilnehmer bei Ich bin ein Star – Holt mich hier raus! | 15. August | 29. August | 15 (3▲; 12▼) |
| 06    | Hubert Kah                          | Sänger und Songwriter                                                     | 15. August | 28. August | 14 (9▲; 5▼)  |
| 07    | Alexandra Rietz                     | Kriminalpolizistin und Darstellerin bei K11 – Kommissare im Einsatz       | 13. August | 27. August | 15 (7▲; 8▼)  |
| 08    | Mia Julia Brückner                  | Sängerin und Pornodarstellerin                                            | 13. August | 26. August | 14 (6▲; 8▼)  |
| 09    | Liz Baffoe                          | Schauspielerin (u. a. in der Lindenstraße)                                | 15. August | 25. August | 11 (10▲; 1▼) |
| 10    | Ela Tas                             | Teilnehmerin bei Der Bachelor                                             | 15. August | 24. August | 10 (4▲; 6▼)  |
| 11    | Mario-Max Prinz zu Schaumburg-Lippe | Adoptiv-Prinz                                                             | 15. August | 23. August | 09 (9▲)      |
| 12    | Janina Youssefian                   | Erotikmodel und Affäre von Dieter Bohlen                                  | 13. August | 22. August | 10 (10▼)     |

## Bewohnerverteilung
Die Teilnehmer wurden vor der Ausstrahlung durch die Produzenten der Show in den jeweiligen Bereichen verteilt. Ab der ersten Sendung konnten die Teilnehmer und die Zuschauer jeweils durch Votings die Verteilung der Bewohner verändern. Am 28. August 2014 wurde eine Zusammenführung der Teilnehmer durchgeführt.
| Bereiche und Bewohner   | Bereiche und Bewohner | Bereiche und Bewohner | Bereiche und Bewohner |
| Datum                   | Bewohner „Oben“ | Bewohner „Unten“ | Bemerkungen |
| ----------------------- | --- | --- | --- |
| 13. und 14. August 2014 | Janina, Aaron, Alexandra, Mia Julia und Paul zogen am 13. August 2014 in den Bereich „Unten“ ein                                             | Janina, Aaron, Alexandra, Mia Julia und Paul zogen am 13. August 2014 in den Bereich „Unten“ ein                                             | |
| 13. und 14. August 2014 | — | Janina Aaron Alexandra Mia Julia Paul | |
| 15. August 2014         | Claudia, Mario-Max, Hubert, Ela, Ronald, Liz und Michael zogen während der Einzugshow in den Bereich „Oben“ ein                              | Claudia, Mario-Max, Hubert, Ela, Ronald, Liz und Michael zogen während der Einzugshow in den Bereich „Oben“ ein                              | |
| 15. August 2014         | Michael wechselte während der 1. Sendung von „Oben“ nach „Unten“                                                                             | Michael wechselte während der 1. Sendung von „Oben“ nach „Unten“                                                                             | Zuschauervoting |
| 15. August 2014         | Claudia Mario-Max Hubert Ela Ronald Liz | Janina Aaron Alexandra Mia Julia Paul Michael ▼                                                                                              | |
| 16. August 2014         | Paul wechselte während der 2. Sendung von „Unten“ nach „Oben“                                                                                | Paul wechselte während der 2. Sendung von „Unten“ nach „Oben“                                                                                | Bewohnervoting „Oben“ |
| 16. August 2014         | Claudia wechselte während der 2. Sendung von „Oben“ nach „Unten“                                                                             | Claudia wechselte während der 2. Sendung von „Oben“ nach „Unten“                                                                             | Zuschauervoting |
| 16. August 2014         | Mario-Max Hubert Ela Ronald Liz Paul ▲ | Janina Aaron Alexandra Mia Julia Michael Claudia ▼                                                                                           | |
| 17. August 2014         | Claudia wechselte während der 3. Sendung von „Unten“ nach „Oben“                                                                             | Claudia wechselte während der 3. Sendung von „Unten“ nach „Oben“                                                                             | Bewohnervoting „Oben“ |
| 17. August 2014         | Claudia wechselte während der 3. Sendung zurück von „Oben“ nach „Unten“                                                                      | Claudia wechselte während der 3. Sendung zurück von „Oben“ nach „Unten“                                                                      | Zuschauervoting |
| 17. August 2014         | Mario-Max Hubert Ela Ronald Liz Paul | Janina Aaron Alexandra Mia Julia Michael Claudia ▲▼                                                                                          | |
| 18. August 2014         | Alexandra wechselte während der 4. Sendung von „Unten“ nach „Oben“                                                                           | Alexandra wechselte während der 4. Sendung von „Unten“ nach „Oben“                                                                           | Bewohnervoting „Oben“ |
| 18. August 2014         | Ronald wechselte während der 4. Sendung von „Oben“ nach „Unten“                                                                              | Ronald wechselte während der 4. Sendung von „Oben“ nach „Unten“                                                                              | Zuschauervoting |
| 18. August 2014         | Mario-Max Hubert Ela Liz Paul Alexandra ▲ | Janina Aaron Mia Julia Michael Claudia Ronald ▼                                                                                              | |
| 19. August 2014         | Mia Julia wechselte während der 5. Sendung von „Unten“ nach „Oben“ Janina wechselte während dieser Sendung ebenfalls von „Unten“ nach „Oben“ | Mia Julia wechselte während der 5. Sendung von „Unten“ nach „Oben“ Janina wechselte während dieser Sendung ebenfalls von „Unten“ nach „Oben“ | Bewohnervoting „Oben“ |
| 19. August 2014         | Ela wechselte während der 5. Sendung von „Oben“ nach „Unten“ Janina wechselte während dieser Sendung zurück von „Oben“ nach „Unten“          | Ela wechselte während der 5. Sendung von „Oben“ nach „Unten“ Janina wechselte während dieser Sendung zurück von „Oben“ nach „Unten“          | Zuschauervoting |
| 19. August 2014         | Mario-Max Hubert Liz Paul Alexandra Mia Julia ▲                                                                                              | Janina ▲▼ Aaron Michael Claudia Ronald Ela ▼                                                                                                 | |
| 20. August 2014         | Janina wechselte während der 6. Sendung wieder von „Unten“ nach „Oben“                                                                       | Janina wechselte während der 6. Sendung wieder von „Unten“ nach „Oben“                                                                       | Bewohnervoting „Oben“ |
| 20. August 2014         | Janina wechselte während dieser Sendung direkt wieder von „Oben“ nach „Unten“                                                                | Janina wechselte während dieser Sendung direkt wieder von „Oben“ nach „Unten“                                                                | Zuschauervoting |
| 20. August 2014         | Mario-Max Hubert Liz Paul Alexandra Mia Julia                                                                                                | Janina ▲▼ Aaron Michael Claudia Ronald Ela                                                                                                   | Zum 2. Male ist Janina von den Bewohnern „Oben“ nach „Oben“ gewählt worden und von den Zuschauern direkt danach wieder nach „Unten“. |
| 21. August 2014         | Aaron wechselte während der 7. Sendung von „Unten“ nach „Oben“                                                                               | Aaron wechselte während der 7. Sendung von „Unten“ nach „Oben“                                                                               | Liz entschied alleine, welcher Promi von „Unten“ nach „Oben“ wechseln darf. |
| 21. August 2014         | Hubert wechselte während der 7. Sendung von „Oben“ nach „Unten“                                                                              | Hubert wechselte während der 7. Sendung von „Oben“ nach „Unten“                                                                              | Zuschauervoting |
| 21. August 2014         | Mario-Max Liz Paul Alexandra Mia Julia Aaron ▲                                                                                               | Janina Michael Claudia Ronald Ela Hubert ▼                                                                                                   | |
| 22. August 2014         | Janina wechselte während der 8. Sendung von „Unten“ nach „Oben“                                                                              | Janina wechselte während der 8. Sendung von „Unten“ nach „Oben“                                                                              | Bewohnervoting „Oben“ |
| 22. August 2014         | Janina wechselte während der 8. Sendung von „Oben“ nach „Unten“                                                                              | Janina wechselte während der 8. Sendung von „Oben“ nach „Unten“                                                                              | Zuschauervoting |
| 22. August 2014         | Mario-Max Liz Paul Alexandra Mia Julia Aaron                                                                                                 | Janina ▲▼ Michael Claudia Ronald Ela Hubert                                                                                                  | Zum dritten Male ist Janina von den Bewohnern „Oben“ nach „Oben“ gewählt worden und von den Zuschauern direkt danach wieder nach „Unten“. Janina musste nach einem weiteren Zuschauervoting als erste Kandidatin das Haus verlassen.     |
| 23. August 2014         | Mario-Max Liz Paul Alexandra Mia Julia Aaron                                                                                                 | Michael Claudia Ronald Ela Hubert | Mario-Max bekam weniger Anrufe als Liz und musste somit das Haus verlassen. |
| 24. August 2014         | Liz Paul Alexandra Mia Julia Aaron | Michael Claudia Ronald Ela Hubert | Ela bekam die wenigsten Anrufe und musste somit das Haus verlassen. |
| 25. August 2014         | Bewohner Unten wechselten während der 11. Sendung von „Unten“ nach „Oben“                                                                    | Bewohner Unten wechselten während der 11. Sendung von „Unten“ nach „Oben“                                                                    | Tausch |
| 25. August 2014         | Bewohner Oben wechselten während der 11. Sendung von „Oben“ nach „Unten“                                                                     | Bewohner Oben wechselten während der 11. Sendung von „Oben“ nach „Unten“                                                                     | Tausch |
| 25. August 2014         | Michael ▲ Claudia ▲ Ronald ▲ Hubert ▲ | Aaron ▼ Alexandra ▼ Mia Julia ▼ Paul ▼ Liz ▼                                                                                                 | Liz bekam weniger Anrufe als Hubert und musste somit das Haus verlassen. |
| 26. August 2014         | Michael Claudia Ronald Hubert | Aaron Alexandra Mia Julia Paul | Hubert wurde von den Bewohnern nominiert und durfte sich einen weiteren Bewohner aussuchen, gegen den er im Zuschauervoting antrat. Seine Wahl fiel auf Mia Julia. Sie bekam die wenigsten Anrufe und musste somit das Haus verlassen.   |
| 27. August 2014         | Michael Claudia Ronald Hubert | Aaron Alexandra Paul | Alle Bewohner mit mindestens einer Nominierung mussten im Zuschauervoting gegeneinander antreten. Alexandra bekam die wenigsten Anrufe und musste somit das Haus verlassen.                                                              |
| 28. August 2014         | Bewohner Oben wechselten während der 14. Sendung von „Oben“ nach „Unten“                                                                     | Bewohner Oben wechselten während der 14. Sendung von „Oben“ nach „Unten“                                                                     | Zusammenführung |
| 28. August 2014         | | Aaron Paul Michael ▼ Claudia ▼ Ronald ▼ Hubert ▼                                                                                             | Hubert bekam weniger Anrufe als Aaron und musste somit das Haus verlassen. |
| 29. August 2014         | | Aaron Paul Michael Claudia Ronald | Michael hat das Haus in der 15. Sendung als Erster verlassen. Ihm folgten später Paul und Ronald. Claudia bekam weniger Anrufe als Aaron und musste somit das Haus auch verlassen. Aaron wurde zum Gewinner der zweiten Staffel ernannt. |

## Nominierungen
Ab dem 22. August 2014 nominierten in der Regel die Teilnehmer einen anderen Teilnehmer für das Zuschauervoting. Die Zuschauer bestimmten am Ende des Tages, wer von der Nominierungsliste das Haus verlassen musste.
| Nominierungen               | Nominierungen           | Nominierungen                 | Nominierungen                 | Nominierungen                         | Nominierungen                 | Nominierungen                        | Nominierungen                 | Nominierungen                 | Nominierungen                 |  |
|                             | Runde 1 22. August 2014 | Runde 2 23. August 2014       | Runde 3 24. August 2014       | Runde 4 25. August 2014               | Runde 5 26. August 2014       | Runde 6 27. August 2014              | Halbfinale 28. August 2014    | Finale 29. August 2014        | Finale 29. August 2014        |  |
| --------------------------- | ----------------------- | ----------------------------- | ----------------------------- | ------------------------------------- | ----------------------------- | ------------------------------------ | ----------------------------- | ----------------------------- | ----------------------------- |  |
| Aaron                       | Janina                  | Mario-Max                     | Keine Nominierung             | Alexandra                             | Hubert                        | Aaron                                | Michael                       | Gewinner                      | Gewinner                      |  |
| Claudia                     | Hubert                  | Mario-Max                     | Keine Nominierung             | Hubert                                | Mia Julia                     | Claudia                              | Hubert                        | Zweitplatzierte               | Zweitplatzierte               |  |
| Ronald                      | Mario-Max               | Paul                          | Keine Nominierung             | Hubert                                | Paul                          | Aaron                                | Aaron                         | Drittplatzierter              | Drittplatzierter              |  |
| Paul                        | Janina                  | Liz                           | Keine Nominierung             | Liz                                   | Hubert                        | Paul                                 | Hubert                        | Viertplatzierter              | Viertplatzierter              |  |
| Michael                     | Hubert                  | Mario-Max                     | Keine Nominierung             | Hubert                                | Aaron                         | Aaron                                | Aaron                         | Fünftplatzierter              | Fünftplatzierter              |  |
| Hubert                      | Ela                     | Aaron                         | Keine Nominierung             | Michael                               | Aaron                         | Alexandra                            | Claudia                       | rausgewählt (28. August 2014) | rausgewählt (28. August 2014) |  |
| Alexandra                   | Ronald                  | Liz                           | Keine Nominierung             | Liz                                   | Ronald                        | Michael                              | rausgewählt (27. August 2014) | rausgewählt (27. August 2014) | rausgewählt (27. August 2014) |  |
| Mia Julia                   | Janina                  | Mario-Max                     | Keine Nominierung             | Liz                                   | Hubert                        | rausgewählt (26. August 2014)        | rausgewählt (26. August 2014) | rausgewählt (26. August 2014) | rausgewählt (26. August 2014) |  |
| Liz                         | Janina                  | Alexandra                     | Keine Nominierung             | Alexandra                             | rausgewählt (25. August 2014) | rausgewählt (25. August 2014)        | rausgewählt (25. August 2014) | rausgewählt (25. August 2014) | rausgewählt (25. August 2014) |  |
| Ela                         | Hubert                  | Liz                           | Keine Nominierung             | rausgewählt (24. August 2014)         | rausgewählt (24. August 2014) | rausgewählt (24. August 2014)        | rausgewählt (24. August 2014) | rausgewählt (24. August 2014) | rausgewählt (24. August 2014) |  |
| Mario-Max                   | Janina                  | Mia Julia                     | rausgewählt (23. August 2014) | rausgewählt (23. August 2014)         | rausgewählt (23. August 2014) | rausgewählt (23. August 2014)        | rausgewählt (23. August 2014) | rausgewählt (23. August 2014) | rausgewählt (23. August 2014) |  |
| Janina                      | Mario-Max               | rausgewählt (22. August 2014) | rausgewählt (22. August 2014) | rausgewählt (22. August 2014)         | rausgewählt (22. August 2014) | rausgewählt (22. August 2014)        | rausgewählt (22. August 2014) | rausgewählt (22. August 2014) | rausgewählt (22. August 2014) |  |
|                             | Runde 1 22. August 2014 | Runde 2 23. August 2014       | Runde 3 24. August 2014       | Runde 4 25. August 2014               | Runde 5 26. August 2014       | Runde 6 27. August 2014              | Halbfinale 28. August 2014    | Finale 29. August 2014        | Finale 29. August 2014        |  |
| Nominierungs- schutz        |                         | Bewohner „Unten“              |                               | Bewohner „Unten“ bzw. Bewohner „Oben“ |                               |                                      |                               |                               |                               |  |
| Nominiert                   | Janina Hubert           | Mario-Max Liz                 | Alle Bewohner                 | Hubert Liz                            | Hubert Mia Julia              | Aaron Alexandra Claudia Michael Paul | Aaron Hubert                  |                               |                               |  |
| Rauswahl                    | Janina rausgewählt      | Mario-Max rausgewählt         | Ela rausgewählt               | Liz rausgewählt                       | Mia Julia rausgewählt         | Alexandra rausgewählt                | Hubert rausgewählt            | Michael 6,46 % (von 5)        | Paul 7,15 % (von 4)           |  |
| Rauswahl                    | Janina rausgewählt      | Mario-Max rausgewählt         | Ela rausgewählt               | Liz rausgewählt                       | Mia Julia rausgewählt         | Alexandra rausgewählt                | Hubert rausgewählt            | Ronald 22,98 % (von 3)        | Claudia 33,75 % (von 2)       |  |
| Rauswahl                    | Janina rausgewählt      | Mario-Max rausgewählt         | Ela rausgewählt               | Liz rausgewählt                       | Mia Julia rausgewählt         | Alexandra rausgewählt                | Hubert rausgewählt            | Aaron 66,25 % (von 2)         |                               |  |
| Anmerkungen: 1. 2. 3. 4. 5. |                         |                               |                               |                                       |                               |                                      |                               |                               |                               |  |

## Ausstrahlung und Produktion

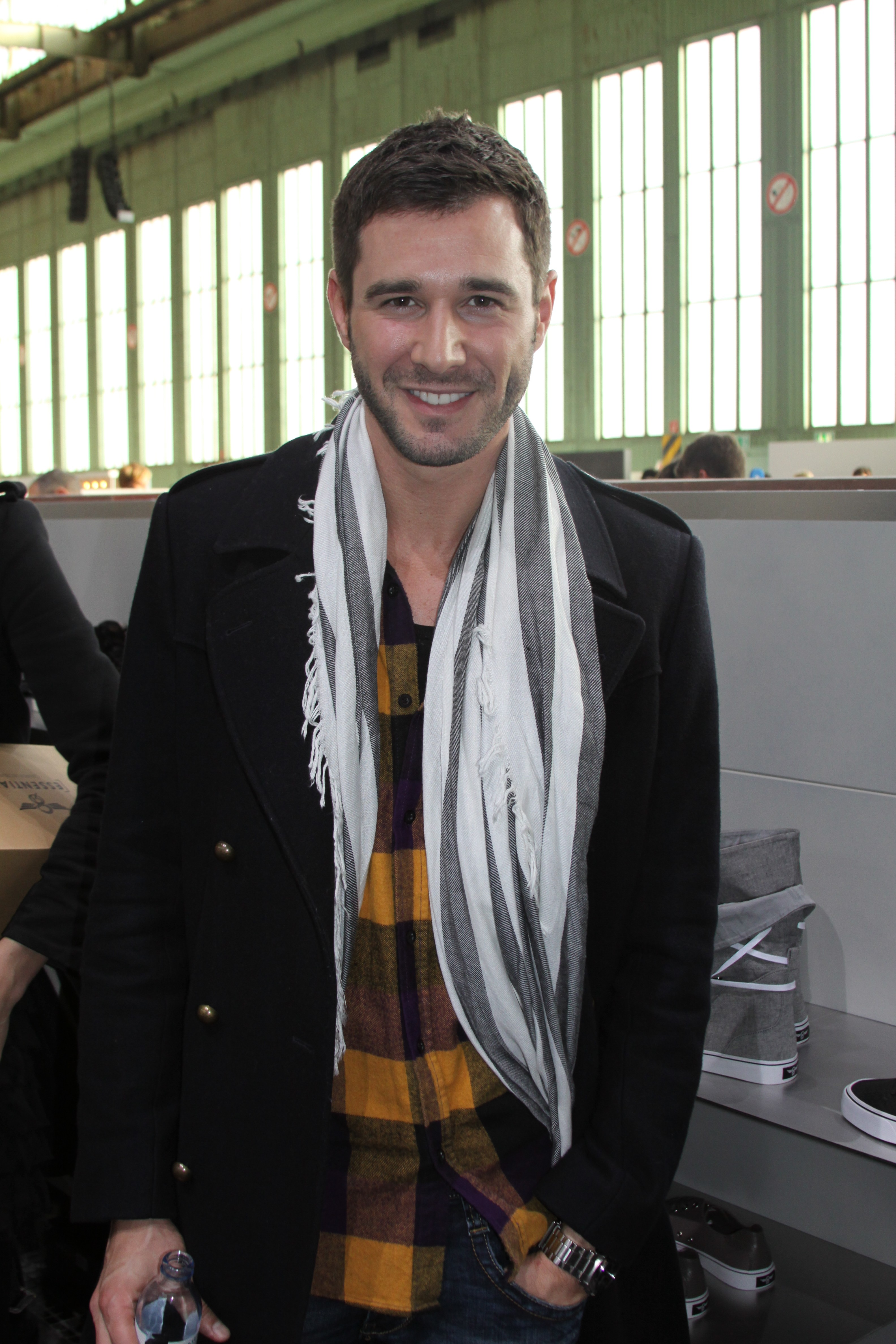
Der Moderator der zweiten Staffel: Jochen Schropp

Am Ausstrahlungsschema der Show veränderte der Sender Sat.1 nichts. Die dreistündige Einzugsshow wurde am Freitag, den 15. August 2014 ausgestrahlt. Am Freitag, den 22. August 2014 wurde eine weitere dreistündige Liveshow ausgestrahlt. Das ebenfalls dreistündige Finale wurde am Freitag, den 29. August 2014 gesendet. An den restlichen Tagen wurde, wie in der ersten Staffel, eine ca. einstündige Tageszusammenfassung um ca. 22:15 Uhr ausgestrahlt.
| Montag                           | Dienstag                         | Mittwoch                         | Donnerstag                       | Freitag              | Samstag                          | Sonntag                          |
| -------------------------------- | -------------------------------- | -------------------------------- | -------------------------------- | -------------------- | -------------------------------- | -------------------------------- |
| Tageszusammenfassung (22:15 Uhr) | Tageszusammenfassung (22:15 Uhr) | Tageszusammenfassung (22:15 Uhr) | Tageszusammenfassung (22:15 Uhr) | Liveshow (20:15 Uhr) | Tageszusammenfassung (22:15 Uhr) | Tageszusammenfassung (22:15 Uhr) |

Moderiert wurde die zweite Staffel von Jochen Schropp. Cindy aus Marzahn war nicht mehr als Moderatorin tätig, sondern kommentierte während der Sendung als „Mother of Big Brother“ das Geschehen vom Vortag. Daneben moderierte sie die Webshow zur Sendung. Die Staffel wurde im Coloneum der MMC Studios Köln produziert. Sex Love Rock’n’Roll von Arash feat. T-Pain wurde als Titelsong der Staffel und als Übergang zu den Werbepausen genutzt.
Während der Sendungen gehörte die menschliche Stimme von „Big Brother“ Phil Daub. In den restlichen Zeiten wird auf eine anderweitig verfremdete Stimme zurückgegriffen. Als Sprecher der Trailer und zusammenfassenden Kommentare war Pat Murphy zu hören.
Neben der zweiten Staffel wurde über Maxdome ein 24-Stunden-Livestream angeboten. Zu sehen waren exklusiv rund um die Uhr Livebilder aus dem Haus.

## Zusätzliche Sendungen

### Promi Big Brother – Die Webshow
Auch 2014 gab es neben der zweiten Staffel von Promi Big Brother eine Webshow. Sie wurde jeweils im Anschluss an die tägliche TV-Sendung auf promibigbrother.de, in der TV-App SAT.1 Connect, in der 7TV-App und auf bild.de gezeigt. Die Webshow wurde in Kooperation mit bild.de von Endemol beyond produziert und von Cindy aus Marzahn und Bild-Reporter Ingo Wohlfeil moderiert.

### Promi Big Brother – Late Night Live
Promi Big Brother – Late Night Live war eine Live-Late-Night-Show, die auf dem privaten Fernsehsender sixx ausgestrahlt und von Jochen Bendel und Melissa Khalaj moderiert wurde.

## Einschaltquoten
Gegenüber der ersten Staffel verbesserten sich die Einschaltquoten. Jede Folge wurde stets von über 2,60 Mio. Zuschauer angesehen. Die Gesamtmarktanteile pendelten sich zwischen 11,4 % und 17,7 %.
Die höchste Zuschauerzahl in dieser Staffel (3,16 Mio.) wurde in der Einzugsshow am 15. August 2014 gemessen; die niedrigste (2,62 Mio.) am 18. August 2014. Zum Vergleich: Die höchste Zuschauerzahl der ersten Staffel war etwas höher (3,21 Mio. Zuschauer); die niedrigste fast um die Hälfte niedriger (1,34 Mio. Zuschauer).
| Quotentabelle         | Quotentabelle   | Quotentabelle | Quotentabelle | Quotentabelle   | Quotentabelle   | Quotentabelle | Quotentabelle   | Quotentabelle   | Quotentabelle |
| Sendung               | Datum           | Art           | Zuschauer     | Zuschauer       | Zuschauer       | Marktanteil   | Marktanteil     | Marktanteil     | Quelle        |
| Sendung               | Datum           | Art           | Gesamt        | 14 bis 49 Jahre | 14 bis 59 Jahre | Gesamt        | 14 bis 49 Jahre | 14 bis 59 Jahre | Quelle        |
| --------------------- | --------------- | ------------- | ------------- | --------------- | --------------- | ------------- | --------------- | --------------- | ------------- |
| 1                     | 15. August 2014 | Liveshow      | 3,16 Mio.     | 1,79 Mio.       | 2,42 Mio.       | 12,2 %        | 18,9 %          | 16,9 %          | [ 12 ] [ 13 ] |
| 2                     | 16. August 2014 | TZF           | 2,84 Mio.     | 1,61 Mio.       | 2,20 Mio.       | 13,5 %        | 19,6 %          | 17,7 %          | [ 14 ] [ 15 ] |
| 3                     | 17. August 2014 | TZF           | 2,67 Mio.     | 1,44 Mio.       | 2,02 Mio.       | 13,6 %        | 17,5 %          | 16,9 %          | [ 16 ] [ 17 ] |
| 4                     | 18. August 2014 | TZF           | 2,62 Mio.     | 1,27 Mio.       | 1,89 Mio.       | 12,9 %        | 15,7 %          | 15,6 %          | [ 18 ] [ 19 ] |
| 5                     | 19. August 2014 | TZF           | 2,88 Mio.     | 1,51 Mio.       | 2,15 Mio.       | 15,2 %        | 18,9 %          | 18,4 %          | [ 20 ] [ 21 ] |
| 6                     | 20. August 2014 | TZF           | 2,72 Mio.     | 1,41 Mio.       | 1,99 Mio.       | 15,4 %        | 18,6 %          | 18,2 %          | [ 22 ] [ 23 ] |
| 7                     | 21. August 2014 | TZF           | 3,14 Mio.     | 1,68 Mio.       | 2,41 Mio.       | 17,7 %        | 22,4 %          | 21,9 %          | [ 24 ] [ 25 ] |
| 8                     | 22. August 2014 | Liveshow      | 3,01 Mio.     | 1,57 Mio.       | 2,22 Mio.       | 11,4 %        | 16,0 %          | 14,9 %          | [ 26 ] [ 27 ] |
| 9                     | 23. August 2014 | TZF           | 3,02 Mio.     | 1,62 Mio.       | 2,23 Mio.       | 14,3 %        | 19,4 %          | 17,5 %          | [ 28 ] [ 29 ] |
| 10                    | 24. August 2014 | TZF           | 2,78 Mio.     | 1,49 Mio.       | 2,15 Mio.       | 14,7 %        | 18,1 %          | 17,9 %          | [ 30 ] [ 31 ] |
| 11                    | 25. August 2014 | TZF           | 2,80 Mio.     | 1,44 Mio.       | 2,11 Mio.       | 14,7 %        | 19,1 %          | 19,0 %          | [ 32 ] [ 33 ] |
| 12                    | 26. August 2014 | TZF           | 2,87 Mio.     | 1,46 Mio.       | 2,13 Mio.       | 16,0 %        | 19,9 %          | 19,5 %          | [ 34 ] [ 35 ] |
| 13                    | 27. August 2014 | TZF           | 2,86 Mio.     | 1,39 Mio.       | 2,06 Mio.       | 15,9 %        | 19,0 %          | 18,8 %          | [ 36 ] [ 37 ] |
| 14                    | 28. August 2014 | TZF           | 2,88 Mio.     | 1,47 Mio.       | 2,25 Mio.       | 16,6 %        | 20,5 %          | 21,0 %          | [ 38 ] [ 39 ] |
| 15                    | 29. August 2014 | Liveshow      | 3,03 Mio.     | 1,64 Mio.       | 2,27 Mio.       | 12,3 %        | 19,4 %          | 17,0 %          | [ 40 ] [ 41 ] |
| Anmerkungen: 1. 2. 3. |                 |               |               |                 |                 |               |                 |                 |               |